# Turkse thee

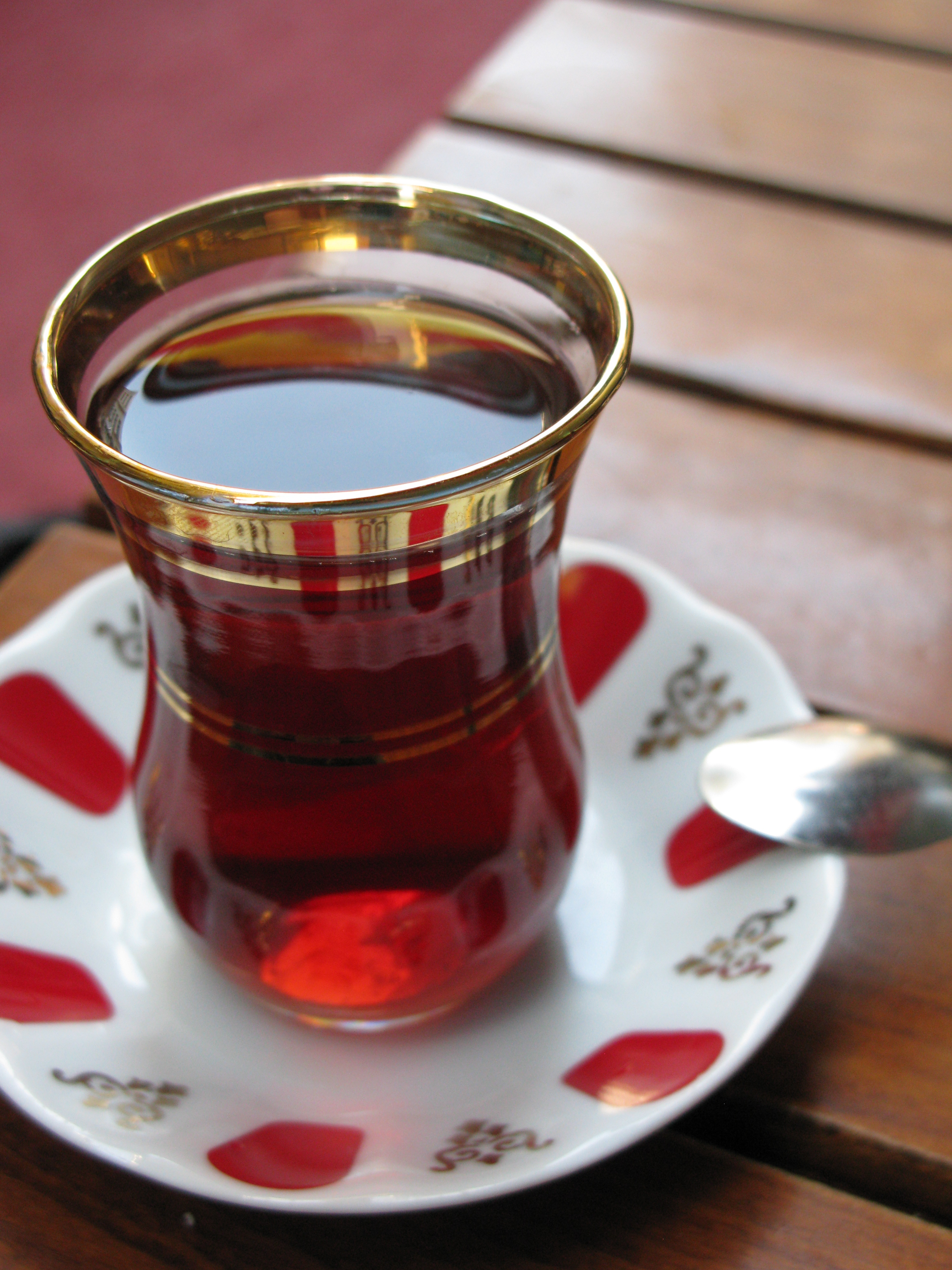
Een glas Turkse thee

Turkse thee (Turks: çay) is een vorm van zwarte thee die gezet wordt met behulp van een semaver of met een Çaydanlık, een dubbele theepot. De thee wordt in Turkije geserveerd met suikerklonten erbij in traditionele tulpvormige glazen. In theehuizen wordt voor eenmaal betalen onbeperkt bijgeschonken.
Met een semaver wordt een grote hoeveelheid theebladeren gekookt in een kleine hoeveelheid water, waarmee een sterk thee-extract wordt geproduceerd. Door het aan te lengen met warm water ontstaat drinkbare thee.                                                       

In de Çaydanlık wordt in het onderste gedeelte water aan de kook gehouden. In het bovenste gedeelte wordt de thee getrokken. Er kan bovenin telkens water bijgevoegd worden, zodat met een kleine hoeveelheid theebladeren veel thee gezet kan worden.

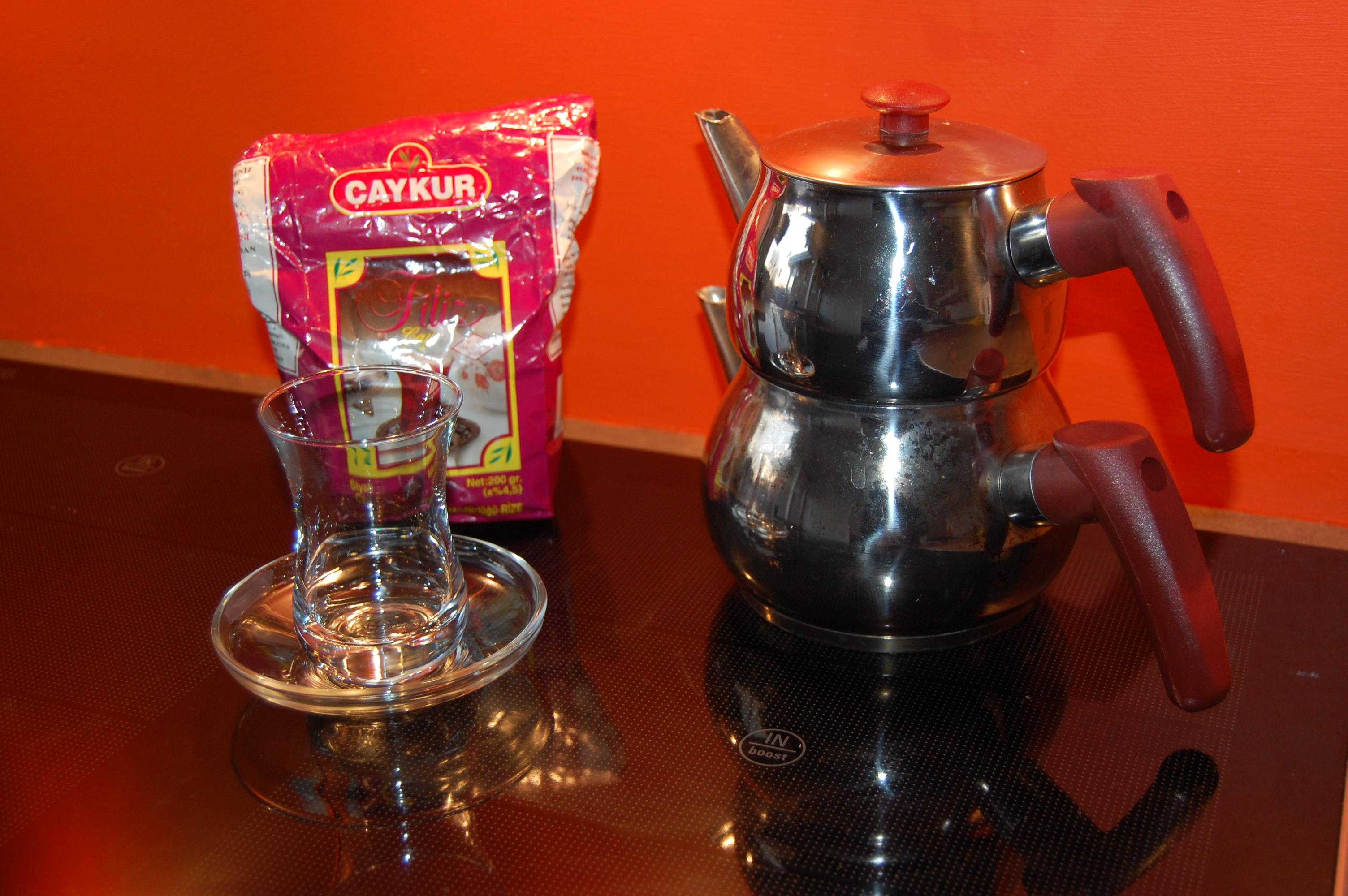
Een zak turkse thee, met de caydanlık op een moderne inductieplaat en een traditioneel theeglas.

De thee wordt in en om de provincie Rize verbouwd. De thee wordt fijner gemaakt dan bij de meeste soorten westerse thee. Bekende turkse theemerken zijn Filiz Cayi van Caykur en Mevlana.
In 2005 bedroeg de totale theeproductie in Turkije 205.000 ton. Dit was 6,4% van de wereldproductie.